# KeyHoleTV
KeyHole TV è un software freeware che permette di vedere in streaming programmi televisivi e radiofonici giapponesi. Il Software sfrutta la tecnologia Peer-to-peer, tuttavia, KeyHole TV non ha una gran varietà di canali tra cui scegliere, ma permette di visionare le sei TV nazionali giapponesi: la pubblica NHK e le private TV Asahi, Fuji TV, Tokyo Broadcasting System, TV Tokyo e Nippon Television.

## KeyHoleVideo
KeyHole Video fa parte del progetto di KeyHole Tv, ed il suo funzionamento è molto simile a quest'ultimo. La più grande differenza è che chiunque sia in possesso di Hardware e Software adeguato, può trasmettere i propri video in tempo reale, proprio come avviene per il broadcasting.

## Compatibilità
- Windows 2000 Service Pack 4
- Windows XP
- Windows Vista
- Windows 7 (funzionante, non confermato ufficialmente)
- Windows Mobile 5.0／6.0 (solo visualizzazione)
- macOS 10.4, 10.5, 10.6 (solo visualizzazione)
- Linux (solo visualizzazione)
- iPhone (solo visualizzazione, ancora non disponibile la beta)[2]
- Windows 2000 Service Pack 4 richiede le librerie DirectX 9.0c o superiori e GDIPlus.